# Sigeric d'Essex
|  | Per a altres significats, vegeu «Sigeric II». |

Sigeric va ser rei d'Essex, des del 758 fins al 798, data en què va abdicar per anar de pelegrí a Roma. Encara que va portar el títol de rei, feia temps que Essex era una dependència del regne de Mèrcia. Sigeric era fill de Saelred. No es té més informació sobre el seu regnat. El va succeir Sigered, que va ser el darrer en portar el títol de rei d'Essex.